# Catoria hemiprosopa
Catoria hemiprosopa là một loài bướm đêm trong họ Geometridae.